# Алжирська арабська мова
Алжирська арабська мова або алжирський діалект арабської мови (араб. الدارجة العربيّة الجزائريّة) — діалект арабської мови, що відноситься до магрибської групи. На ньому розмовляє близько 20 мільйонів чоловік, що проживають в Алжирі. Це розмовна мова, яка використовується переважно для спілкування вдома і з друзями, а також в піснях. Цей діалект нечасто зустрічається у письмовому варіанті. Алжирський діалект арабської мови містить елементи берберських мов, а також багато запозичених слів з французької, іспанської та турецької мов.